# 6e division aéroportée (Royaume-Uni)
Pour les articles homonymes, voir 6edivision.
La 6e division aéroportée britannique ou 6th Airborne Division de l'armée britannique a été créée en mai 1943 pour participer au débarquement allié en Normandie de juin 1944.
Elle était composée de :
- la 3e brigade parachutiste
- la 5e brigade parachutiste
- la 6e brigade aéroportée

## Création et historique

### Bataille de Normandie

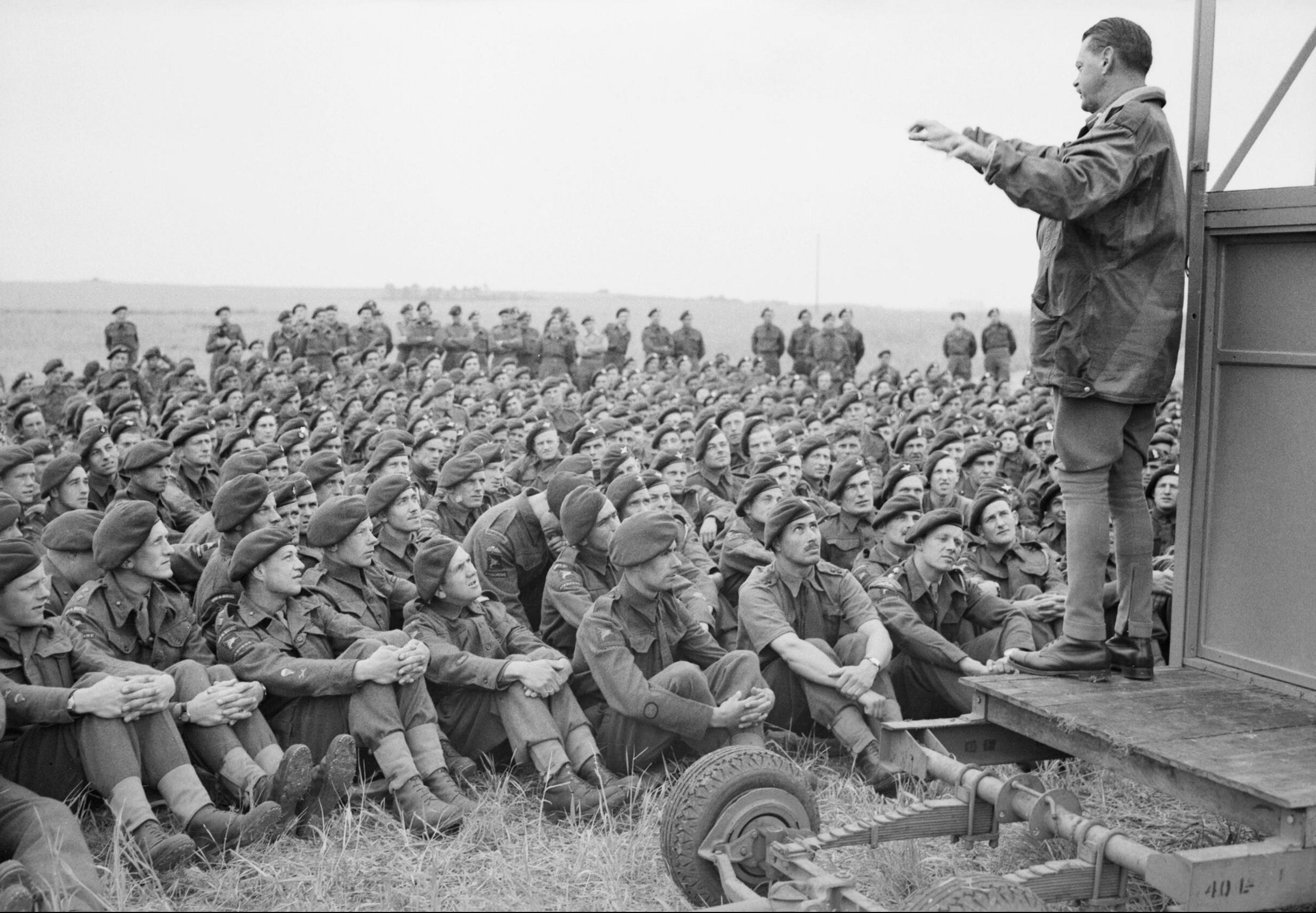
Le général Richard Nelson Gale s'adressant aux troupes avant la bataille de Normandie

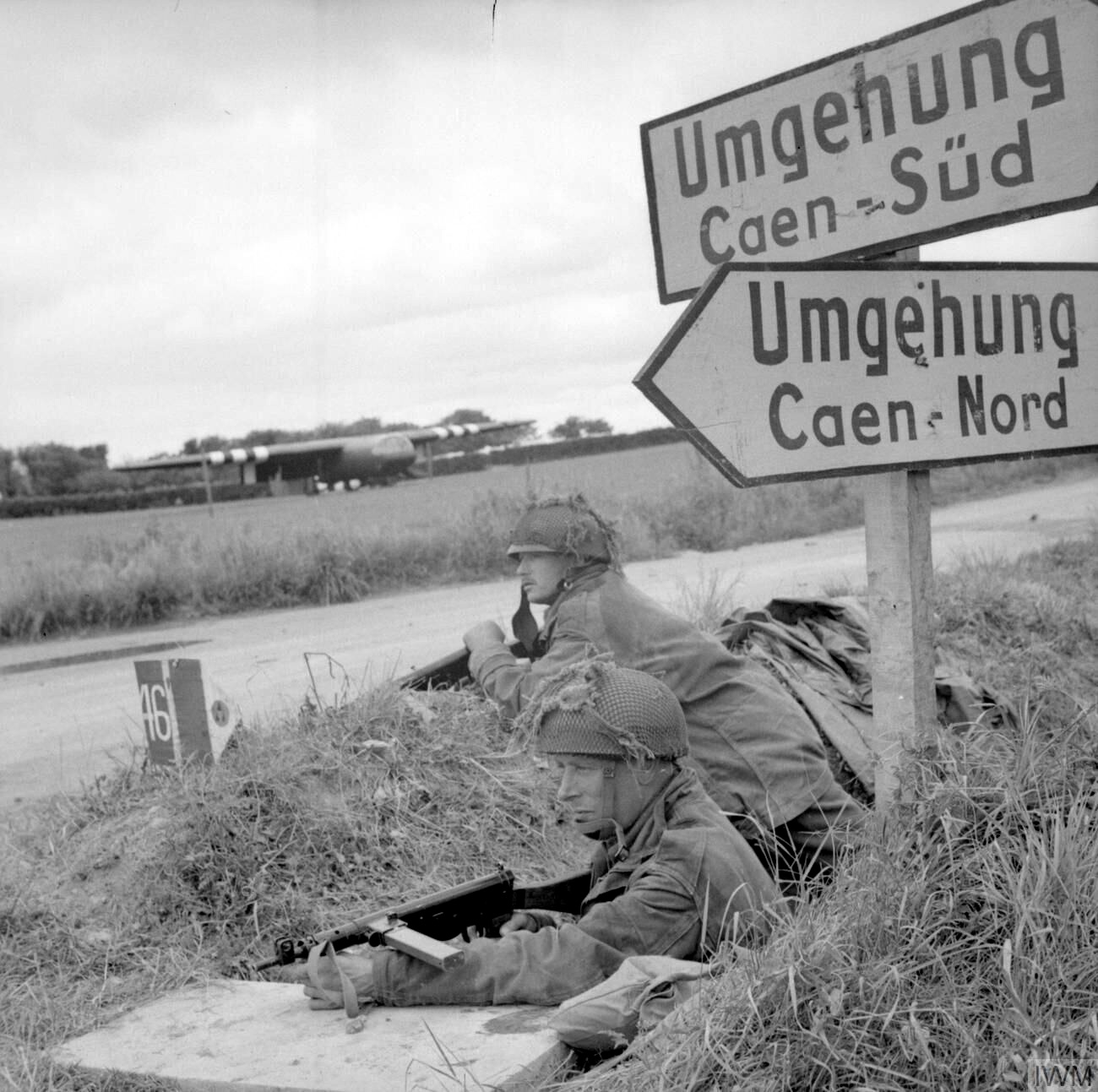
Surveillance d'un carrefour à Ranville le 7 juin 1944.

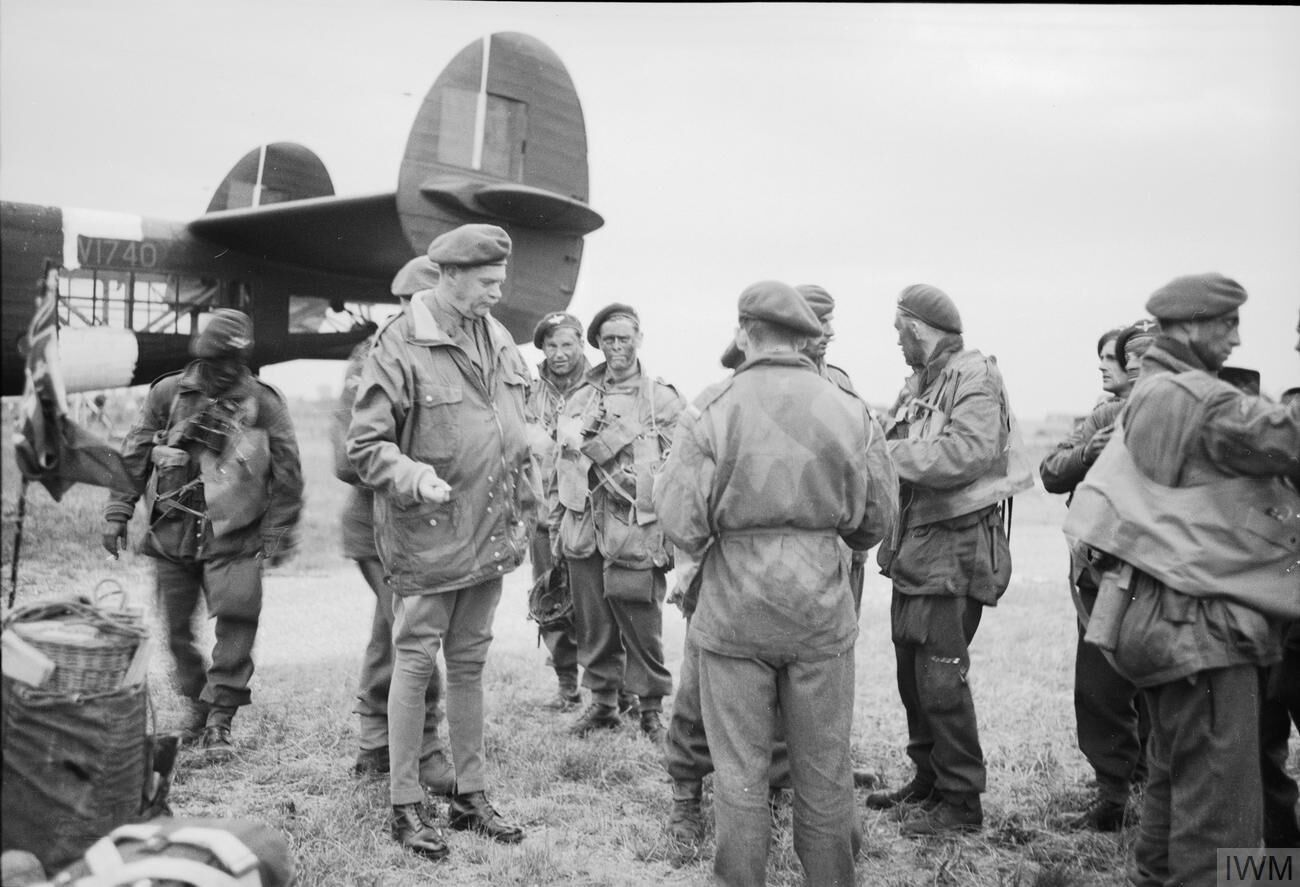
Le général Gale avec des hommes de la 5e brigade avant le saut sur la Normandie

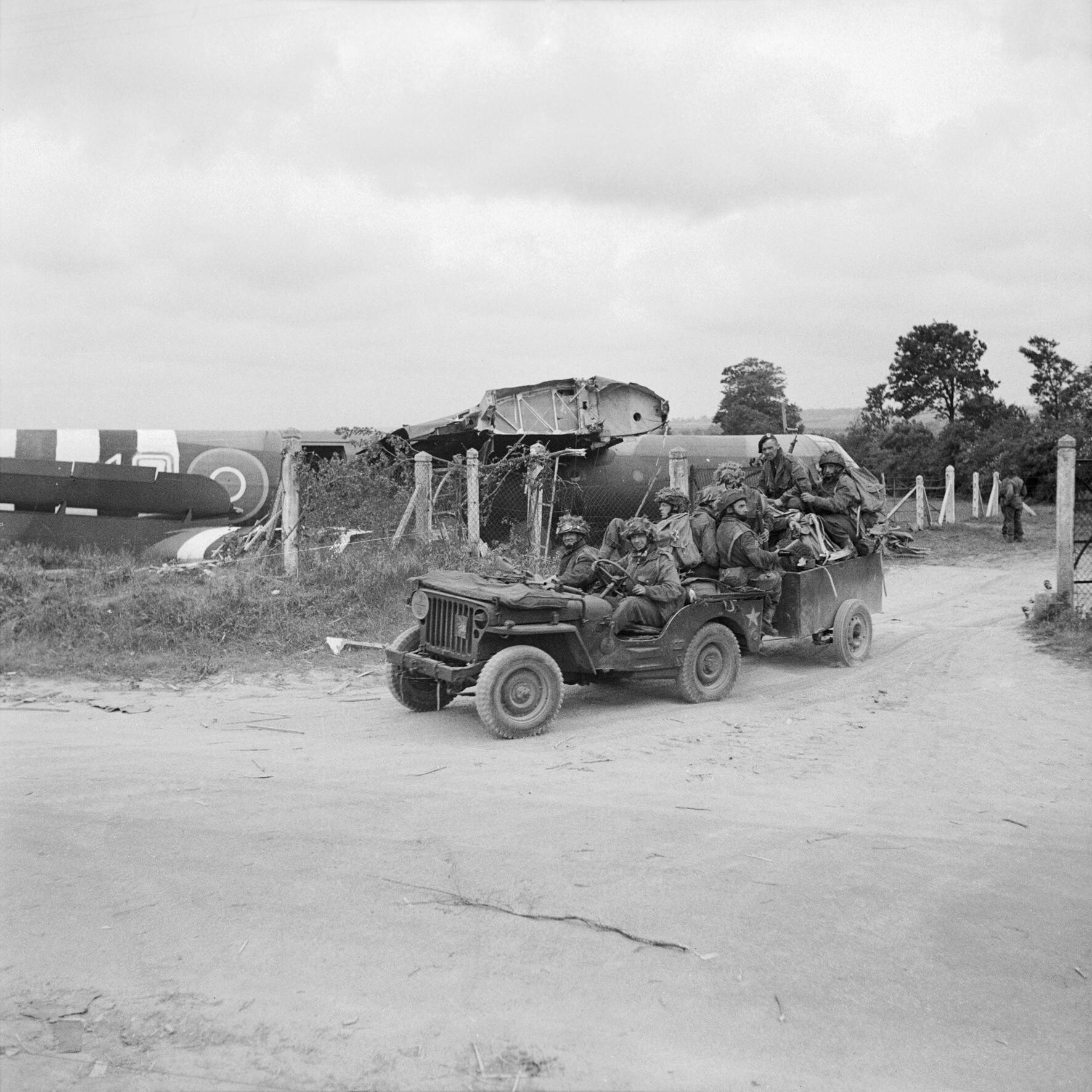
Des hommes du 1st Battalion Royal Ulster Rifles, 6th Airlanding Brigade, devant un des planeurs qui les ont amené en France

Dans la nuit du 5 au 6 juin 1944, lors de l'opération Tonga des unités de la 6e division furent les premières du débarquement de Normandie à combattre. Elles furent larguées par planeurs et parachutistes derrière Sword Beach pour sécuriser le flanc est de la zone de débarquement allié. Leurs objectifs incluaient la prise du  pont du canal de Caen (plus tard renommé Pegasus Bridge) et du pont sur l'Orne (plus tard renommé Horsa Bridge) par la compagnie D, 2d Ox & Bucks commandée par le Major John Howard ainsi que la destruction de la batterie de Merville par le 9e bataillon parachutiste du lieutenant-colonel Terence Otway, les 2 objectifs furent atteints. L'opération Tonga se poursuivit par le parachutage d'autres unités de la division pour tenir le secteur pour faire face aux contre-offensives allemandes.
Le 12 juin 1944, durant l'attaque sur Bréville, l'artillerie britannique bombardait la position allemande quand un obus tomba sur une position britannique et toucha un groupe d'officiers, tuant le lieutenant-colonel A.P. "Johnny" Johnson (Commandant le 12th Parachute Battalion) et blessant sérieusement les brigadiers Kindersley (Commandant la 6th Airlanding Brigade) et Lord Lovat (Commandant la 1st Special Service Brigade).
De juin à août 1944, la division défendit avec succès la zone à l'est de l'Orne. Le 2 août 1944, elle intégra la 1re armée aéroportée alliée. À la mi-août de la même année, elle prit part à l'offensive sur la Seine. Elle participa, avec la Brigade Piron à la libération d'Auberville dans le Calvados, les 21 et 22 août 1944.
Au début septembre 1944, elle fut mise au repos et retourna en Grande-Bretagne pour récupérer et se réorganiser après la perte de 4 000 hommes, tués, blessés ou disparus.

### La bataille des Ardennes
Le 16 décembre 1944, les Allemands lancèrent la contre-attaque de la bataille des Ardennes, leur dernière offensive sur le front de l'Ouest, dans la forêt des Ardennes. La 6e Airborne fut expédiée en urgence en Belgique pour aider à repousser l'attaque allemande. Les combats se déroulèrent dans des conditions météo exécrables, prenant fin à la mi-janvier 1945.

### La traversée du Rhin

Fraternisation avec l'armée rouge, 3 mai 1945

Le 24 mars, la 6e division aéroportée britannique pris part à l'opération Varsity de traversée du Rhin qui eut lieu un jour après la traversée du Rhin par les troupes au sol. Mais les Allemands les attendaient et la division subit des pertes importantes en l'air et au sol. Malgré cela, l'opération fut un succès et la 6e division avança ensuite assez loin vers l'est, faisant sa jonction avec les troupes soviétiques près du port de Wismar sur la mer Baltique à fin avril, quelques jours avant la fin de la guerre en Europe, le 8 mai 1945.

### Opérations suivantes
La 5e brigade parachutiste fut déployée en Extrême-Orient en juillet 1945 pour prendre part à la campagne contre les Japonais, le reste de la division devant la suivre. Mais l'entrée en guerre de l'URSS contre le Japon précipita la capitulation japonaise le 2 septembre ce qui mit fin à ce déploiement. La 5e brigade fut alors employée en Malaisie et à Singapour pour assister au désarmement des troupes d'occupation japonaise. La brigade partit ensuite à Java, alors partie des Indes orientales néerlandaises, pour participer au maintien de l'ordre contre les forces nationalistes indonésiennes qui essayaient d'empêcher le retour des Néerlandais dans la colonie. La division quitta Java après l'arrivée de forces importantes de l'Armée royale néerlandaise en avril 1946.
Le reste de la division avait été envoyé en Palestine mandataire en septembre 1945 dans les districts de Lydda, Samarie et Gaza. Elle prit part aux opérations de sécurité contre les organisations paramilitaires sionistes de l'Irgoun, du Lehi et de la Haganah qui s'y opposaient à la présence britannique. La 6e division aéroportée continua de mener des opérations contre ces groupes dans des conditions difficiles jusqu'à ce qu'elle soit démantelée le 1er avril 1948, 6 semaines avant la fin du mandat. Le départ de ces troupes fut mis à profit par les forces sionistes pour contrôler certains secteurs du pays.

## Commandants de la division
- Major-Général Richard Gale (7 mai 1943)
- Major-Général Eric Bols (8 décembre 1944)
- Major-Général James Cassels  (1946)
- Major-Général Hugh Stockwell (août 1947)

## Constitution
Ceci est la composition de la division au moment de la bataille de Normandie.
British 3rd Parachute Brigade (Brigadier James Hill)
- 8th (Midlands) Parachute Battalion (Lieutenant-Colonel Alastair Pearson)
- 9th (Eastern and Home Counties) Parachute Battalion (Lieutenant-Colonel Terence Otway)
- 1st Canadian Parachute Battalion (Lieutenant-Colonel George Bradbrooke)
- 3rd Airlanding Anti-Tank Battery, Royal Regiment of Artillery (Major Nick Crammer)
- 3rd Parachute Squadron, Corps of Royal Engineers (Major Tim Roseveare)
- 224th Parachute Field Ambulance, Royal Army Medical Corps|RAMC (Lieutenant-Colonel D. H. Thompson)

British 5th Parachute Brigade (Brigadier Nigel Poett)
- 7th (Light Infantry) Parachute Battalion (Lieutenant-Colonel Richard Geoffrey Pine-Coffin)
- 12th (Yorkshire) Parachute Battalion (Lieutenant-Colonel Johnny Johnson)
- 13th (Lancashire) Parachute Battalion (Lieutenant-Colonel Peter Luard)
- 4th Airlanding Anti-Tank Battery (Major Peter Dixon)
- 591st Parachute Squadron (Major Andy Wood)
- 225th Parachute Field Ambulance, RAMC (Lieutenant-Colonel Bruce Harvey)

British 6th Airlanding Brigade (Brigadier The Honourable Hugh Kindersley)
- 12th Battalion, The Devonshire Regiment (Lieutenant-Colonel Dick Stevens)
- 2d Battalion, The Oxfordshire and Buckinghamshire Light Infantry (Lieutenant-Colonel Michael Roberts)
- 1st Battalion, Royal Ulster Rifles (Lieutenant-Colonel Jack Carson)
- 249th (Airborne) Field Company, RE (Major Sandy Rutherford)
- 195th Airlanding Field Ambulance, RAMC (Lieutenant-Colonel Bill Anderson)

Unités divisionnaires
- 53rd (Worcestershire Yeomanry) Airlanding Light Regiment, RA (Lieutenant-Colonel Tony Teacher)
- 2 Forward (Airborne) Observation Unit, RA (Major Harry Rice)
- 2d Airlanding Light Anti-Aircraft Battery, RA (Major W. A. H. Rowatt)
- 6th Airborne Divisional Postal Unit, RE (Captain JCG Hine RE)
- 22nd Independent Parachute Company (Major Francis Lennox-Boyd)
- 6th Airborne Armoured Reconnaissance Regiment (Lieutenant-Colonel Godfrey Stewart)
- 6th Airborne Division Signals (Lieutenant-Colonel D. Smallman-Tew)
- 63rd Composite Company, Royal Army Service Corps (RASC) (Major A. C. Billie-Top)
- 398th Composite Company, RASC (Major M. E. Phipps)
- 716th Composite Company, RASC (Major E. C. Jones)
- 6th (Airborne) Divisional Ordnance Field Park, RASC (Major W. L. Taylor)
- 6th (Airborne) Divisional Workshops, Royal Electrical and Mechanical Engineers (REME) (Major E. B.Bonniwell)
- 10th Airlanding Light Aid Detachment, REME
- 12th Airlanding Light Aid Detachment, REME
- 6th (Airborne) Divisional Provost Company, Corps of Military Police, (CMP) (Captain Irwin)
- 317th Field Security Section, Intelligence Corps (Captain F G MacMillan / Capt. Donaldson-Loudon)

Unités rattachées
- The Glider Pilot Regiment
  - No. 1 Wing (Lieutenant-Colonel Iain Murray)
  - No. 2 Wing (Lieutenant-Colonel John Place)
- HQ, 245th Provost Company, Royal Military Police (CMP)

## Sources et références
- (en) Cet article est partiellement ou en totalité issu de l’article de Wikipédia en anglais intitulé « 6th Airborne Division (United Kingdom) » (voir la liste des auteurs).

1. ↑  « Les villes de Normandie pendant les combats de 1944 : Auberville (Calvados) »(Archive.org • Wikiwix • Archive.is • Google • Que faire ?), sur dday-overlord.com (consulté le 29 décembre 2013).